# Chandelier Tree
Koordinaten: 39° 51′ 30,2″ N, 123° 43′ 8,4″ W

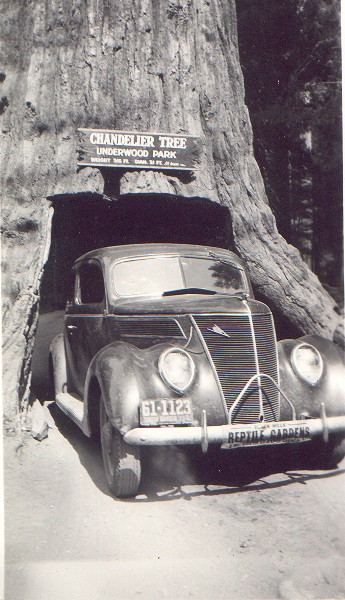
Chandelier Tree im Jahr 1941

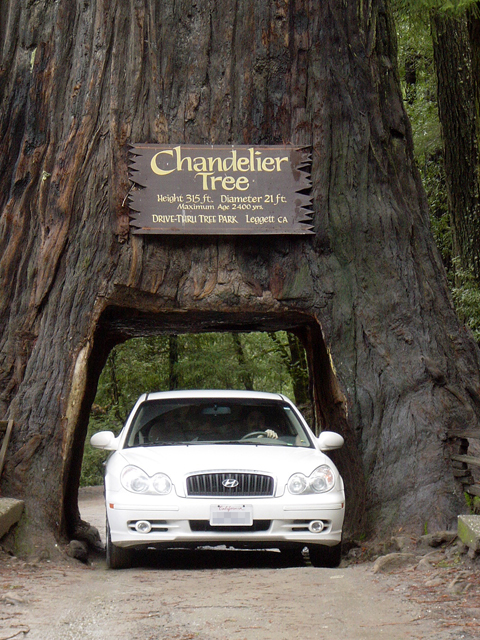
Chandelier Tree im Jahr 2005

Der Chandelier Tree ist ein 96 Meter hoher Küstenmammutbaum (Sequoia sempervirens) in Leggett, Mendocino County, Kalifornien. „Chandelier“ bedeutet übersetzt Kronleuchter. Der im Jahre 1930 in den Baumstamm eingeschnitzte Tunnel mit einer Breite von fast 2 Metern und einer Höhe von fast 3 Metern ermöglicht die Durchfahrt mit einem PKW und ist eine Touristenattraktion.
Ein bereits abgestorbener Stamm eines Riesenmammutbaumes (Sequoiadendron giganteum), der ein ähnliches Tunnelloch für die Autodurchfahrt hat, liegt im Sequoia-Nationalpark. 